# András Szatmári
András Szatmári (Budapeste, 19 de fevereiro de 1990) é um esgrimista húngaro, medalhista olímpico.

## Carreira
Szatmári conquistou a medalha de bronze nos Jogos Olímpicos de Verão de 2020 em Tóquio ao lado de Áron Szilágyi, Tamás Decsi e Csanád Gémesi, após confronto contra os alemães Max Hartung, Benedikt Wagner, Richard Hübers e Matyas Szabo na disputa de sabre por equipes.